# 衣川和秀
衣川 和秀（きぬがわ かずひで、1957年〈昭和32年〉5月3日 - ）は、日本の郵政・総務官僚、実業家。日本郵便株式会社代表取締役執行役員社長兼CEO。大阪府出身。

## 経歴
京都大学法学部を卒業し1980年に郵政省に入省。総務省、郵政事業庁を経て2003年に日本郵政公社、2007年に郵政民営化に伴いかんぽ生命保険で執行役に就任。2016年に日本郵政に転任し、専務執行役に就任。
2020年に、かんぽ生命保険の不祥事で引責辞任した横山邦男の後任として、日本郵便の代表取締役社長に就任。
2023年6月日本郵便株式会社代表取締役社長を退任
後任は前かんぽ生命社長の 千田哲也

## 略歴
- 1980年（昭和55年）3月 - 京都大学法学部卒業。
- 1980年（昭和55年）4月 - 郵政省入省[4]。
- 1999年（平成11年）7月 - 郵政省放送行政局地上放送課課長[4]。
- 2001年（平成13年）1月 - 総務省情報通信政策局地上放送課長[5]。
- 2002年（平成14年）8月 - 郵政事業庁簡易保険部資金運用課長[6]。
- 2003年（平成15年）4月 - 日本郵政公社 簡易保険事業本部資金運用部長[4]。
- 2004年（平成16年）4月 - 日本郵政公社 金融総本部簡易保険事業本部資金運用部長[4]。
- 2004年（平成16年）7月 - 日本郵政公社 金融総本部簡易保険事業本部企画部長[7]。
- 2006年（平成18年）7月 - 日本郵政公社 金融総本部簡易保険事業本部総合企画部長[8]。
- 2007年（平成19年）1月 - 日本郵政公社 簡易保険事業総本部総合企画部長[4]。
- 2007年（平成19年）10月 - 株式会社かんぽ生命保険執行役 人事部長[9]。
- 2010年（平成22年）10月 - 株式会社かんぽ生命保険常務執行役 総務部、調達部、人事部、人材開発部担当兼人事部長[10]。
- 2011年（平成23年）4月 - 株式会社かんぽ生命保険常務執行役 総務部、調達部、人事部、人材開発部担当[11]。
- 2012年（平成24年）4月 - 株式会社かんぽ生命保険常務執行役 コンプライアンス統括部、人事部、人材開発部、法務部担当[12]。
- 2013年（平成25年）2月 - 株式会社かんぽ生命保険常務執行役 コンプライアンス統括部、人事部、人材開発部、法務部担当兼人事部長[13]。
- 2013年（平成25年）7月 - 株式会社かんぽ生命保険常務執行役 募集管理統括部、営業指導育成部、人事部、人材開発部担当[14]。
- 2014年（平成26年）7月 - 株式会社かんぽ生命保険専務執行役 募集管理統括部、総務部、人事部、人材開発部、営業指導育成部担当[15]。
- 2015年（平成27年）6月 - 株式会社かんぽ生命保険専務執行役 募集管理統括部、お客さまサービス統括部、総務部、人事部、人材開発部、営業指導育成部、運用審査部担当[16]。
- 2016年（平成28年）4月 - 株式会社かんぽ生命保険専務執行役 募集管理統括部、お客さまサービス統括部、総務部、人事部、人材開発部、運用審査部担当[17]。
- 2016年（平成28年）6月 - 日本郵政株式会社専務執行役 総務・人事部門担当[18]。
- 2019年（令和元年）12月 - 日本郵便株式会社取締役[19]。
- 2020年（令和2年）1月 - 日本郵便株式会社代表取締役執行役員社長[19]。
- 2020年（令和2年）6月 - 日本郵政株式会社取締役[20]。